# Crangon lockingtonii
Crangon lockingtonii is een garnalensoort uit de familie van de Crangonidae. De wetenschappelijke naam van de soort is voor het eerst geldig gepubliceerd in 1904 door Holmes.